# Сущинский, Пётр Петрович (фармаколог)
Пётр Петрович Сущинский (19 [31] декабря 1842, Тамбов — 23 февраля [8 марта] 1907, Российская империя) — русский фармаколог, профессор по кафедре фармакологии и терапии Императорского университета св. Владимира (с 1871).

## Биография
Родился в Тамбове в 1842 году. Был жалован дипломом на потомственное дворянское достоинство; дата пожалования герба Сущинских 9 ноября 1862 года.
Среднее образование получил в 4-й московской гимназии (вып. 1859; серебряная медаль). В 1864 году окончил медицинский факультет Московского университета и был назначен сверхштатным помощником профессора судебной медицины; в 1865 году — помощником при профессоре токсикологии. В 1867 году был удостоен степени доктора медицины за диссертацию «Смерть от опьянения (острое отравление алкоголем) в судебно-медицинском отношении» и командирован на два года за границу.
С 9 апреля 1871 года — экстраординарный профессор университета Св. Владимира; с 1876 года — ординарный профессор Санкт-Петербургской медико-хирургической академии по кафедре фармакологии. В период работы Высших женских медицинских курсов преподавал на них фармакологию и рецептуру.
При выходе в отставку был произведён в действительные статские советники.
Кроме диссертации, напечатал: «Ueber die Wirkung des Calabar auf die Herznerven», совместная работа с доктором Арнштейном («Arbeiten des Würzburger Laboratoriums von prof. Bezold», 1868), «Zur Physiologie der peripherischen Endigungen des nervus vagus im Herzen» (ib., 1868), в 1869 был одним из участников в обширной работе Геринга «Üeber die Athembewegungen im Gefassysteme» («Sitzungsberichte der Wiener Akademie», 1871), «Ueber den Muskeltonus in den hintern Extremitäten des Frosches etc.» («Centratblatt f. d. medic. Wissenschaft», 1871). В 1874 году издал с дополнениями и изменениями «Руководство к фармакологии» своего предшественника по кафедре, проф. Дыбковского (2-е и 3-е изд., Киев, 1873 и 1878).
Умер в 1907 году [где?].